# Pro die
La locuzione latina Pro die, tradotta letteralmente, significa al giorno.
Il termine, per quanto ormai desueto, viene utilizzato ancora principalmente in ambito medico o farmaceutico, nelle ricette, per indicare quante volte "al giorno" dev'essere assunta una determinata medicina.